# Trem de alta velocidade no Brasil
O trem de alta velocidade no Brasil é um serviço planejado pelo Governo Federal do Brasil de transporte ferroviário de alta velocidade de passageiros (TAV) no país. O TAV está a cargo da estatal Empresa de Planejamento e Logística (EPL), criada originalmente em 2011 sob o nome de "Empresa de Transporte Ferroviário de Alta Velocidade" (ETAV) especificamente para tal projeto. Diante de seu alto custo, o serviço é alvo de críticas, especialmente durante a disputa presidencial de 2014, diante da Grande Recessão e do debate em relação ao chamado "Custo Brasil". Já foram oficialmente apresentadas quatro possibilidades de linhas, todas situadas para interligar apenas capitais e outras cidades do Centro-Sul brasileiro.

## Linhas planejadas

### TAV Rio-São Paulo
A principal linha do TAV brasileiro é a Rio-São Paulo-Campinas, que integraria por transporte terrestre as maiores metrópoles brasileiras e a maior do interior. Suplantando o projeto estadual do Expresso Bandeirantes, já possui edital de licitação.
Em fevereiro de 2023, uma empresa privada ganhou uma licença para construir e operar a linha, que teve o projeto reformulado.

### TAV Brasília-Goiânia
A linha Brasília-Anápolis-Goiânia ganhou a denominação de "Expresso Pequi" e pode ser transformado numa linha de média velocidade.
Noticiado em setembro de 2009, o projeto prevê uma linha de cerca de 210 quilômetros, com trens a uma velocidade variante de 180 quilômetros por hora a 200 quilômetros por hora. O percurso vai de Brasília a Goiânia com uma única parada em Anápolis. Seu objetivo é desenvolver a área entre as duas capitais e criar empregos às margens da ferrovia, além da integração das duas áreas metropolitanas, unindo uma região de cerca de 7 milhões de habitantes. Será usado tanto como cargueiro como no transporte de passageiros, o trajeto será feito em aproximadamente 1 hora e 30 minutos. O custo será em torno de 1 bilhão de reais.
Em junho de 2012, foram iniciados estudos que apontaram a viabilidade de uma futura linha no mesmo trajeto, a qual no entanto seria de média velocidade, atingindo uma velocidade máxima de 150 quilômetros por hora e reduzindo a duração do percurso entre as duas capitais em cerca de uma hora, quando comparado ao trajeto rodoviário. Além disto, seriam servidas as cidades de Anápolis (a terceira mais populosa de Goiás) e Alexânia. A obra demandaria um investimento de aproximadamente 700 milhões de reais.

### TAV Belo Horizonte-Curitiba
Em notícia veiculada em 13 de maio de 2008, consta no Plano Nacional de Viação a construção de uma Linha de Alta Velocidade entre as cidades de Belo Horizonte e Curitiba, passando por Divinópolis, Varginha e Poços de Caldas, no estado de Minas Gerais; Campinas, São Paulo, Sorocaba, Itapetininga e Apiaí, no estado de São Paulo, e Curitiba, no estado do Paraná. Esta linha teria 1 150 quilômetros de extensão, aproximadamente o dobro da Linha entre o Rio de Janeiro e Campinas, que passará por São Paulo, e ligaria mais de 50% de toda a produção econômica e aproximadamente mais da metade de toda a população do País. Esta Linha tem previsão de início após o término da Linha entre o Rio de Janeiro, São Paulo e Campinas.

### TAV Campinas-Triângulo Mineiro
Há um estudo do Governo Federal para a linha que ligará Campinas a Ribeirão Preto em São Paulo e Uberaba e Uberlândia em Minas Gerais.